# Avery Bradley
Pour les articles homonymes, voir Avery et Bradley.
Avery Bradley, né le 26 novembre 1990 à Tacoma dans l'État de Washington, est un joueur américain de basket-ball. Il évolue au poste d'arrière voire de meneur.

## Biographie

### Carrière universitaire
Il se fait remarquer lorsqu'il joue au lycée et est considéré comme l'un des 5 meilleurs joueurs du pays[réf. nécessaire]. Avery Bradley participe au McDonald's All-American Team 2009 et remporte le concours de dunks. Il joue ensuite une saison dans l'équipe universitaire des Longhorns de l'université du Texas, commence 34 rencontres en inscrivant 11,6 points en moyenne par match. Il est nommé dans l'équipe des rookies du Big 12.

### Carrière en NBA

#### Celtics de Boston (2010-2017)

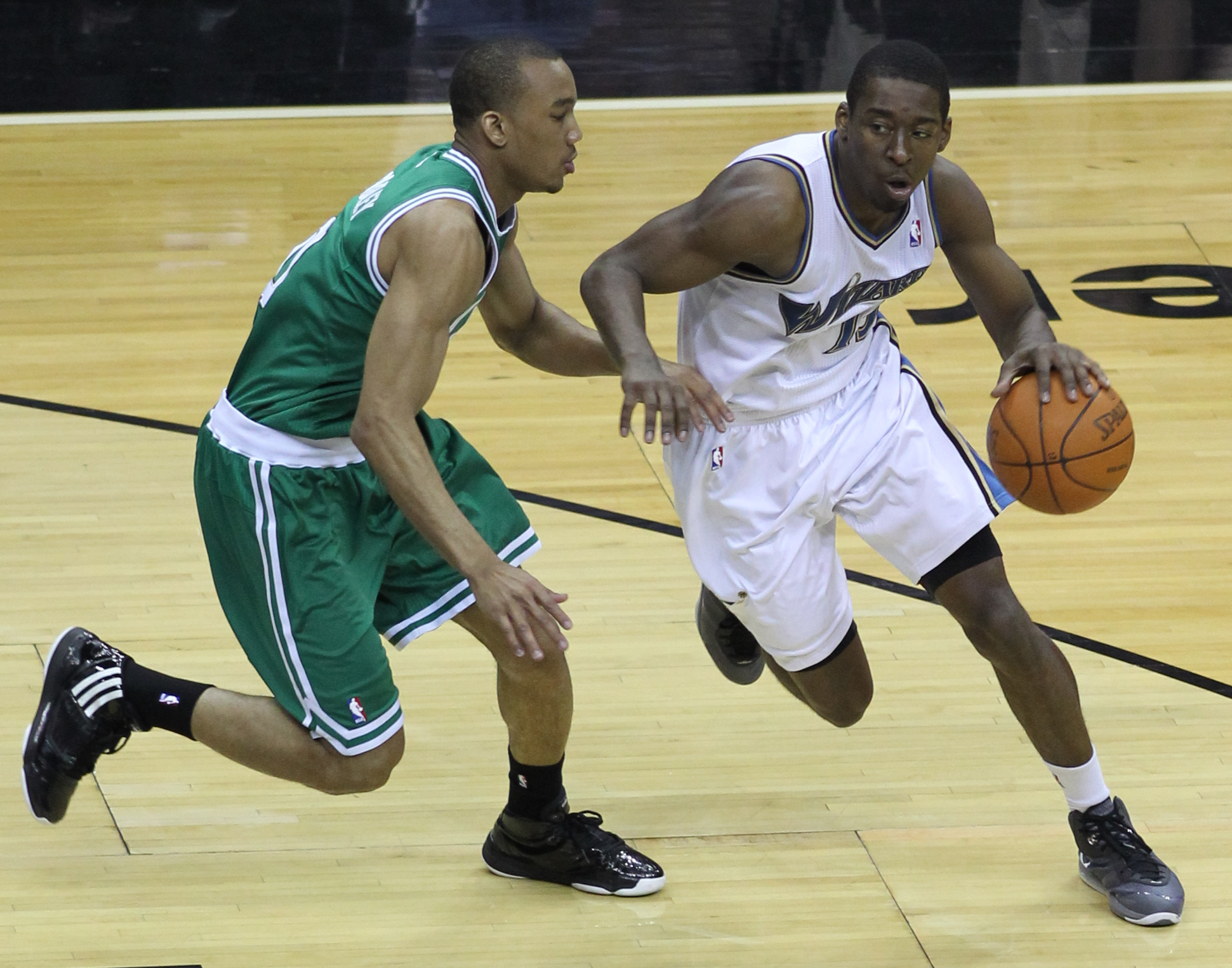
Avery Bradley, en vert

Bradley se présente à la Draft 2010 de la NBA et est sélectionné en 19e position par les Celtics de Boston. Il signe son contrat rookie le 2 juillet 2010. Décrit comme rapide et bon défenseur par l'entraîneur des Celtics Doc Rivers, Bradley garde le numéro 0 du Texas aux Celtics.
Le 14 janvier 2011, les Celtics envoient Avery Bradley jouer en NBA Development League avec les Red Claws du Maine et il fait ses débuts avec l'équipe le jour même, marquant 11 points en 21 minutes. Après la blessure de Marquis Daniels en février 2011, Bradley est rappelé dans l'effectif des Celtics pour la rencontre contre les Bobcats de Charlotte le lendemain. Au total, il dispute vingt rencontres de la saison régulière et présente des statistiques de 1,7 point, 0,6 rebond et 0,4 passe.
Au cours de la saison 2011-2012, ll apporte ses qualités athlétiques et sa défense, faisant de lui un des meilleurs défenseurs de la ligue. Il s'impose comme un titulaire en puissance, profitant de la blessure de Ray Allen reléguant celui-ci à un rôle de sixième homme lors de son retour. Après vingt-huit rencontres de saison régulière débutées dans le cinq de départ, il dispute les dix premières rencontres de playoffs dans le cinq majeur, pour des moyennes de 6,7 points, 2,0 rebonds et 0,8 passe en un peu plus de 24 minutes. Toutefois, il se blesse à l'épaule, blessure qui nécessite une opération et qui le prive de la fin de la saison.

#### Pistons de Détroit (2017-2018)
Le 7 juillet 2017, dans le but de libérer suffisamment d'espace pour signer Gordon Hayward, les Celtics l'échangent avec un second tour de draft 2019 contre Marcus Morris aux Pistons de Détroit. Bradley était le Celtic le plus ancien de l'équipe à l'époque après sept années passées sous le maillot vert.
À ses débuts avec les Pistons, lors du premier match de la saison le 18 octobre 2017, Bradley marque 15 points lors d'une victoire de 102 à 90 contre les Hornets de Charlotte. Le 15 novembre 2017, il marque son meilleur total de la saison avec 28 points lors de la défaite 99 à 95 chez les Bucks de Milwaukee. Entre fin décembre et début janvier 2018, Bradley manque sept matches en raison d'une blessure à la hanche et l'aine.

#### Clippers de Los Angeles (2018-2019)
Le 29 janvier 2018, il est de nouveau échangé contre Blake Griffin, Willie Reed et Brice Johnson, en compagnie de Tobias Harris et Boban Marjanović aux Clippers de Los Angeles. Le 13 mars 2018, gêné par une pubalgie, il subit avec succès une intervention chirurgicale pour réparer les msucles des adducteurs. Il doit s'éloigner des parquets pendant six à huit semaines et donc mettre un terme à sa saison.
À l'été 2018, il prolonge avec les Clippers pour un contrat de 25 millions de dollars sur deux ans.

#### Grizzlies de Memphis (2019)
Le 7 février 2019, il est échangé contre Garrett Temple et JaMychal Green aux Grizzlies de Memphis. Le 12 février 2019, Bradley bat son record de points en carrière avec 33 unités lors de la défaite des Grizzlis 108 à 107 chez les Spurs de San Antonio.
Le 6 juillet 2019, Bradley est licencié par les Grizzlies.

#### Lakers de Los Angeles (2019-2020)
Le 8 juillet 2019, il s'engage avec les Lakers de Los Angeles par l'intermédiaire d'un contrat de deux ans. Forfait dans la bulle d'Orlando, il voit ses coéquipiers décrocher le titre de Champion NBA.

#### Heat de Miami (2020-mars 2021)
Le 21 novembre 2020, il signe un contrat de deux ans et 11,6 millions de dollars avec le Heat de Miami.

#### Rockets de Houston (2021)
Le 25 mars 2021, il est échangé aux Rockets de Houston.

#### Retour aux Lakers de Los Angeles (2021-2022)
Le 18 octobre 2021, la veille de la reprise de la saison, et alors qu'il avait été coupé par les Warriors de Golden State, il s'engage en faveur des Lakers de Los Angeles,.

## Palmarès

### En club
- Champion NBA en 2020 avec les Lakers de Los Angeles.
- Champion de la Division Atlantique en 2011 et 2012 avec les Celtics de Boston.

### Distinctions personnelles
- NBA All-Defensive Second Team en 2013.
- NBA All-Defensive First Team en 2015.

## Statistiques

### Universitaires
| Saison    | Équipe   | Matchs | Titul. | Min./m | % Tir | % 3pts | % LF | Rbds/m. | Pass/m. | Int/m. | Ctr/m. | Pts/m. |
| --------- | -------- | ------ | ------ | ------ | ----- | ------ | ---- | ------- | ------- | ------ | ------ | ------ |
| 2009-2010 | Texas    | 34     | 32     | 29,5   | 43,2  | 38,1   | 54,5 | 2,88    | 2,09    | 1,29   | 0,53   | 11,74  |
| Carrière  | Carrière | 34     | 32     | 29,5   | 43,2  | 38,1   | 54,5 | 2,88    | 2,09    | 1,29   | 0,53   | 11,74  |

### Professionnelles
| Champion NBA |

gras = ses meilleures performances

#### Saison régulière
| Saison    | Équipe        | Matchs | Titul. | Min./m | % Tir | % 3pts | % LF  | Rbds/m. | Pass/m. | Int/m. | Ctr/m. | Pts/m. |
| --------- | ------------- | ------ | ------ | ------ | ----- | ------ | ----- | ------- | ------- | ------ | ------ | ------ |
| 2010-2011 | Boston        | 31     | 0      | 5,2    | 34,3  | 0,0    | 50,0  | 0,55    | 0,35    | 0,29   | 0,00   | 1,68   |
| 2011-2012 | Boston        | 64     | 28     | 21,4   | 49,8  | 40,7   | 79,5  | 1,80    | 1,36    | 0,66   | 0,19   | 7,56   |
| 2012-2013 | Boston        | 50     | 50     | 28,7   | 40,2  | 31,7   | 75,5  | 2,22    | 2,08    | 1,28   | 0,38   | 9,22   |
| 2013-2014 | Boston        | 60     | 58     | 30,9   | 43,8  | 39,5   | 80,4  | 3,77    | 1,42    | 1,05   | 0,18   | 14,85  |
| 2014-2015 | Boston        | 77     | 77     | 31,5   | 42,9  | 35,2   | 79,0  | 3,13    | 1,75    | 1,06   | 0,19   | 13,91  |
| 2015-2016 | Boston        | 76     | 72     | 33,4   | 44,7  | 36,1   | 78,0  | 2,89    | 2,08    | 1,54   | 0,25   | 15,20  |
| 2016-2017 | Boston        | 55     | 55     | 33,4   | 46,3  | 38,8   | 73,1  | 6,09    | 2,18    | 1,25   | 0,20   | 16,25  |
| 2017-2018 | Détroit       | 40     | 40     | 31,7   | 40,9  | 38,1   | 76,2  | 2,35    | 2,08    | 1,15   | 0,17   | 15,03  |
| 2017-2018 | L.A. Clippers | 6      | 6      | 27,5   | 47,3  | 11,1   | 100,0 | 3,67    | 1,83    | 0,83   | 0,17   | 9,17   |
| 2018-2019 | L.A. Clippers | 49     | 49     | 29,9   | 38,3  | 33,7   | 80,0  | 2,67    | 1,96    | 0,55   | 0,33   | 8,16   |
| 2018-2019 | Memphis       | 14     | 14     | 31,6   | 46,3  | 38,4   | 92,0  | 3,14    | 4,00    | 1,00   | 0,00   | 16,07  |
| 2019-2020 | L.A. Lakers   | 49     | 44     | 24,2   | 44,4  | 36,4   | 83,3  | 2,35    | 1,29    | 0,88   | 0,10   | 8,63   |
| 2020-2021 | Miami         | 10     | 1      | 21,1   | 47,0  | 42,1   | 77,8  | 1,80    | 1,40    | 0,70   | 0,10   | 8,50   |
| 2020-2021 | Houston       | 17     | 5      | 23,0   | 31,4  | 27,0   | 83,3  | 2,29    | 1,88    | 0,82   | 0,12   | 5,18   |
| Carrière  | Carrière      | 598    | 499    | 28,0   | 43,5  | 36,3   | 78,0  | 2,89    | 1,77    | 1,01   | 0,20   | 11,51  |

Dernière mise à jour le 12 juin 2021.

#### Playoffs
| Saison    | Équipe   | Matchs | Titul. | Min./m | % Tir | % 3pts | % LF  | Rbds/m. | Pass/m. | Int/m. | Ctr/m. | Pts/m. |
| --------- | -------- | ------ | ------ | ------ | ----- | ------ | ----- | ------- | ------- | ------ | ------ | ------ |
| 2011-2012 | Boston   | 10     | 10     | 24,8   | 36,8  | 22,7   | 66,7  | 2,00    | 0,80    | 0,80   | 0,60   | 6,70   |
| 2012-2013 | Boston   | 6      | 6      | 31,9   | 40,5  | 25,0   | 100,0 | 2,17    | 1,33    | 1,83   | 0,17   | 6,67   |
| 2014-2015 | Boston   | 4      | 4      | 33,3   | 38,0  | 26,3   | 85,7  | 3,75    | 0,75    | 0,75   | 0,00   | 12,25  |
| 2015-2016 | Boston   | 1      | 1      | 33,1   | 43,8  | 14,3   | 100,0 | 3,00    | 1,00    | 1,00   | 1,00   | 18,00  |
| 2016-2017 | Boston   | 18     | 18     | 35,8   | 44,1  | 35,1   | 77,8  | 3,89    | 2,28    | 1,33   | 0,17   | 16,72  |
| Carrière  | Carrière | 39     | 39     | 32,1   | 42,0  | 31,2   | 78,0  | 3,13    | 1,56    | 1,18   | 0,28   | 12,18  |

Dernière mise à jour le 25 mai 2017.

## Records sur une rencontre en NBA
Les records personnels d'Avery Bradley en NBA sont les suivants, :
| Type de statistique        | Saison régulière | Saison régulière          | Saison régulière | Playoffs | Playoffs                 | Playoffs      |
| Type de statistique        | Record           | Adversaire                | Date             | Record   | Adversaire               | Date          |
| -------------------------- | ---------------- | ------------------------- | ---------------- | -------- | ------------------------ | ------------- |
| Points                     | 33               | Spurs de San Antonio      | 12 février 2019  | 29       | Wizards de Washington    | 10 mai 2017   |
| Paniers marqués            | 15               | Spurs de San Antonio      | 12 février 2019  | 12       | Wizards de Washington    | 10 mai 2017   |
| Paniers tentés             | 24               | 76ers de Philadelphie     | 6 janvier 2017   | 23       | @ Cavaliers de Cleveland | 21 mai 2017   |
| Paniers à 3 points réussis | 8                | @ Hornets de Charlotte    | 29 octobre 2016  | 4        | 3 fois                   | 3 fois        |
| Paniers à 3 points tentés  | 14               | @ Nets de Brooklyn        | 22 novembre 2015 | 10       | Bulls de Chicago         | 16 avril 2017 |
| Lancers francs réussis     | 7                | 2 fois                    | 2 fois           | 6        | @ Hawks d'Atlanta        | 1er mai 2012  |
| Lancers francs tentés      | 10               | Hawks d'Atlanta           | 10 novembre 2017 | 8        | @ Hawks d'Atlanta        | 1er mai 2012  |
| Rebonds offensifs          | 4                | 5 fois                    | 5 fois           | 3        | 2 fois                   | 2 fois        |
| Rebonds défensifs          | 11               | Mavericks de Dallas       | 16 novembre 2016 | 6        | 2 fois                   | 2 fois        |
| Rebonds totaux             | 13               | Mavericks de Dallas       | 16 novembre 2016 | 7        | @ Bulls de Chicago       | 21 avril 2017 |
| Passes décisives           | 7                | 4 fois                    | 4 fois           | 7        | @ Bulls de Chicago       | 21 avril 2017 |
| Interceptions              | 6                | @ Suns de Phoenix         | 23 février 2015  | 4        | 3 fois                   | 3 fois        |
| Contres                    | 3                | @ Thunder d'Oklahoma City | 22 février 2012  | 3        | @ Hawks d'Atlanta        | 1er mai 2012  |
| Balles perdues             | 6                | 3 fois                    | 3 fois           | 4        | 3 fois                   | 3 fois        |
| Minutes jouées             | 46               | Nuggets de Denver         | 10 février 2013  | 42       | @ Wizards de Washington  | 12 mai 2017   |

- Double-double : 12
- Triple-double : 0

Dernière mise à jour : 17 juillet 2022

## Salaires

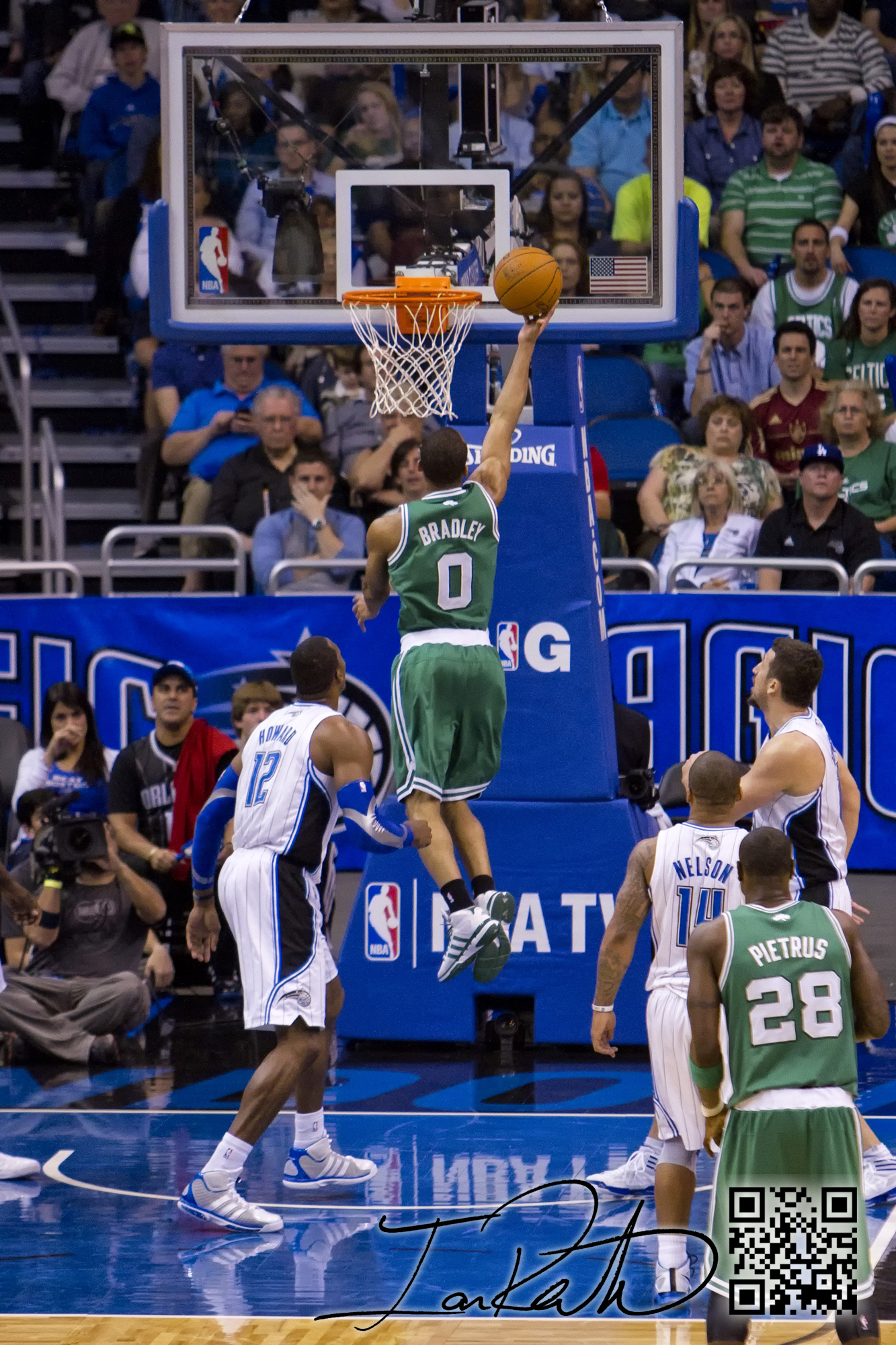
Avery Bradley en janvier 2012

| Année       | Équipe      | Salaire      |
| ----------- | ----------- | ------------ |
| 2010-2011   | Celtics     | 1 418 160 $  |
| 2011-2012   | Celtics     | 1 524 480 $  |
| 2012-2013   | Celtics     | 1 630 800 $  |
| 2013-2014   | Celtics     | 2 511 432 $  |
| 2014-2015   | Celtics     | 7 191 011 $  |
| 2015-2016   | Pistons     | 7 730 337 $  |
| 2016-2017   | Pistons     | 8 269 663 $  |
| 2017-2018   | Clippers    | 8 808 989 $  |
| Total Gains | Total Gains | 39 084 872 $ |
| 2018-2019   | Grizzlies   | 12 000 000 $ |
| 2019-2020   | Grizzlies   | 2 000 000 $  |